# Chow Sang Sang
Chow Sang Sang Holdings International Limited или Chow Sang Sang Group — гонконгская ювелирная компания, входит в «большую пятёрку» ювелирных розничных сетей Китая (наряду с Chow Tai Fook Jewellery, Lao Feng Xiang, China Gold и Luk Fook Jewellery). Основана в Гуанчжоу в 1934 году, официально зарегистрирована в Гамильтоне (Бермуды).

## История

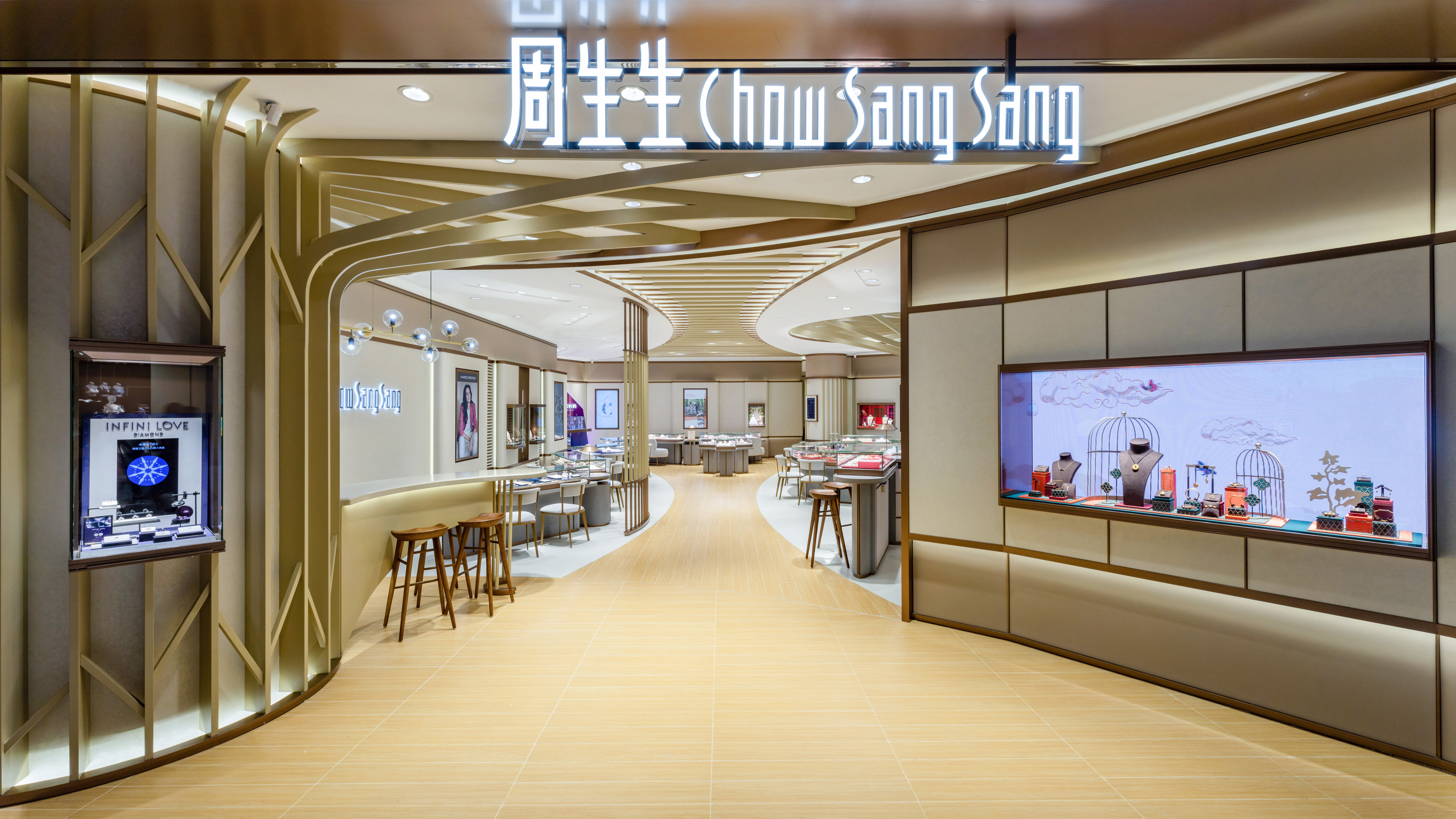
Магазин Chow Sang Sang в Шанхае

Компания Chow Sang Sang Goldsmith была основана Чоу Фан Пу в 1934 году в Гуанчжоу; название фирмы представляет собой сокращение пословицы «周而復始 生生不息», что означает «устойчивая жизненная сила, вечное омоложение». После захвата Гуанчжоу японцами во время Второй японо-китайской войны семья Чоу Фан Пу в 1938 году была вынуждена перебраться в Макао. В 1941 году трое сыновей Чоу возглавили магазин в Макао, в 1948 году они открыли магазин в гонконгском районе Вонкок, а в 1957 году основали в Гонконге Chow Sang Sang Jewellery & Goldsmith Co. Ltd..
В 1960-х годах помимо золота компания стала продавать ювелирные изделия, алмазы, нефрит, жемчуг, часы Rolex и Tudor. В 1971 году компания сменила название на Chow Sang Sang Jewellery Co. Ltd.; в 1973 году вышла на Гонконгскую фондовую биржу; в 1979 году построила офис в районе Джордан. В 1994 году открылся первый магазин ювелирной сети Emphasis в Гонконге, а в 1995 году эта сеть вышла на рынок Тайваня. В 2001 году Chow Sang Sang запустила интернет-магазин, в 2004 году получила лицензию на использование сказочных героев The Walt Disney Company.  
В 2005 году Chow Sang Sang стала сайтхолдером Diamond Trading Company, открыла ювелирный магазин в Гонконгском Диснейленде и учредила дочернюю компанию Midtown Jewelry; в 2006 году основала дочернюю компанию Chow Sang Sang (China) Company Limited для работы в материковом Китае, в 2007 году стала членом Шанхайской алмазной биржи. 
В 2008 году оборот Chow Sang Sang Holdings составил 9,88 млрд гонк. долларов (1,27 млрд долл. США); продажи ювелирных изделий составили 5,3 млрд гонк. долларов, что на 30 % больше, чем в 2007 году. Кроме того, в 2008 году интернет-магазин Chow Sang Sang начал работу в материковом Китае. В 2009 году компания открыла флагманские магазины в Пекине и Сентрал (Гонконг); всего она имела около 190 магазинов в Гонконге, Тайване, Макао и Китае (наибольшую выручку давали более 40 магазинов в Гонконге, которые суммарно опережали 125 магазинов в материковом Китае).
В 2011 году оборот Chow Sang Sang Holdings составил 17,158 млрд гонк. долларов (в том числе оборот розничной торговли ювелирными изделиями — 12,645 млрд гонк. долларов), прибыль — 1,094 млрд гонк. долларов, в компании работало более 6 тыс. сотрудников. Chow Sang Sang Jewellery управляла 45 магазинами Chow Sang Sang и 8 магазинами Emphasis в Гонконге, 21 магазином Emphasis на Тайване, 4 магазинами Emphasis в Макао и 252 магазинами Chow Sang Sang в материковом Китае. Также в 2011 году был основан новый бренд изделий с жемчугом La Pelle.
В 2012 году был основан бриллиантовый бренд Infini Love Diamond; в 2013 году начала работу ювелирная фабрика компании в Шуньдэ и был запущен свадебный бренд Promessa. В 2018 году первый магазин сети Emphasis открылся в материковом Китае (в Гуанчжоу); в 2020 году первый магазин сети Promessa открылся в Чунцине; в 2022 году первый магазин сети V&A Museum открылся в гонконгском торговом центре K11 Musea. По состоянию на 2024 год Chow Sang Sang Holdings управляла 56 магазинами MintyGreen, 48 магазинами Chow Sang Sang, 18 магазинами Promessa, 12 магазинами Emphasis, 9 магазинами Rolex, 8 магазинами Tudor и 2 магазинами Marco Bicego (без учёта фирменных торговых точек группы в мультибрендовых магазинах).

## Деятельность
Chow Sang Sang Holdings производит и продаёт ювелирные изделия, а также занимается оптовой торговлей драгоценными металлами (золото, платина, палладий) и алмазами, инвестициями в недвижимость и финансовыми операциями с ценными бумагами. Ювелирные изделия из золота, платины и бриллиантов включают браслеты, кольца, цепочки, кулоны, ожерелья и серьги, а также слитки, животных китайского зодиака и буддийские статуэтки. Ювелирные магазины компании расположены в Гонконге, Макао, материковом Китае и на Тайване (сети Chow Sang Sang, MintyGreen, Emphasis, Promessa и Marco Bicego), часовые магазины Rolex и Tudor — в Китае.
Оценку драгоценных камней и металлов проводят дочерние компании Chow Sang Sang Precious Metal Laboratory и Hong Kong Gemological Research and Authentication Centre Company Limited (HKGRACE). Дочерние компании Chow Sang Sang Securities Ltd. и Chow Sang Sang Futures Ltd. занимаются различными финансовыми операциями. 
По итогам 2023 года основные продажи Chow Sang Sang Holdings пришлись на розничную торговлю ювелирными изделиями и часами (97 %), остальное — на оптовую торговлю драгоценными металлами, алмазами и искусственными бриллиантами, оценку драгоценных металлов и камней. Крупнейшими рынками сбыта являлись материковый Китай (63,3 %), Гонконг и Макао (35,6 %), Тайвань (1,1 %).

## Акционеры
Крупнейшими акционерами Chow Sang Sang Holdings являются Чоу Вин Шин или Винсент Чоу (20,12 %), Чоу Вунь Син (9,05 %), Чоу Кхин Син или Джеральд Чоу (8,98 %), Happy Family Ltd. (7,96 %), Schroder Investment Management (7,89 %) и Eimoling Co. Ltd. (2,1 %).

## Галерея

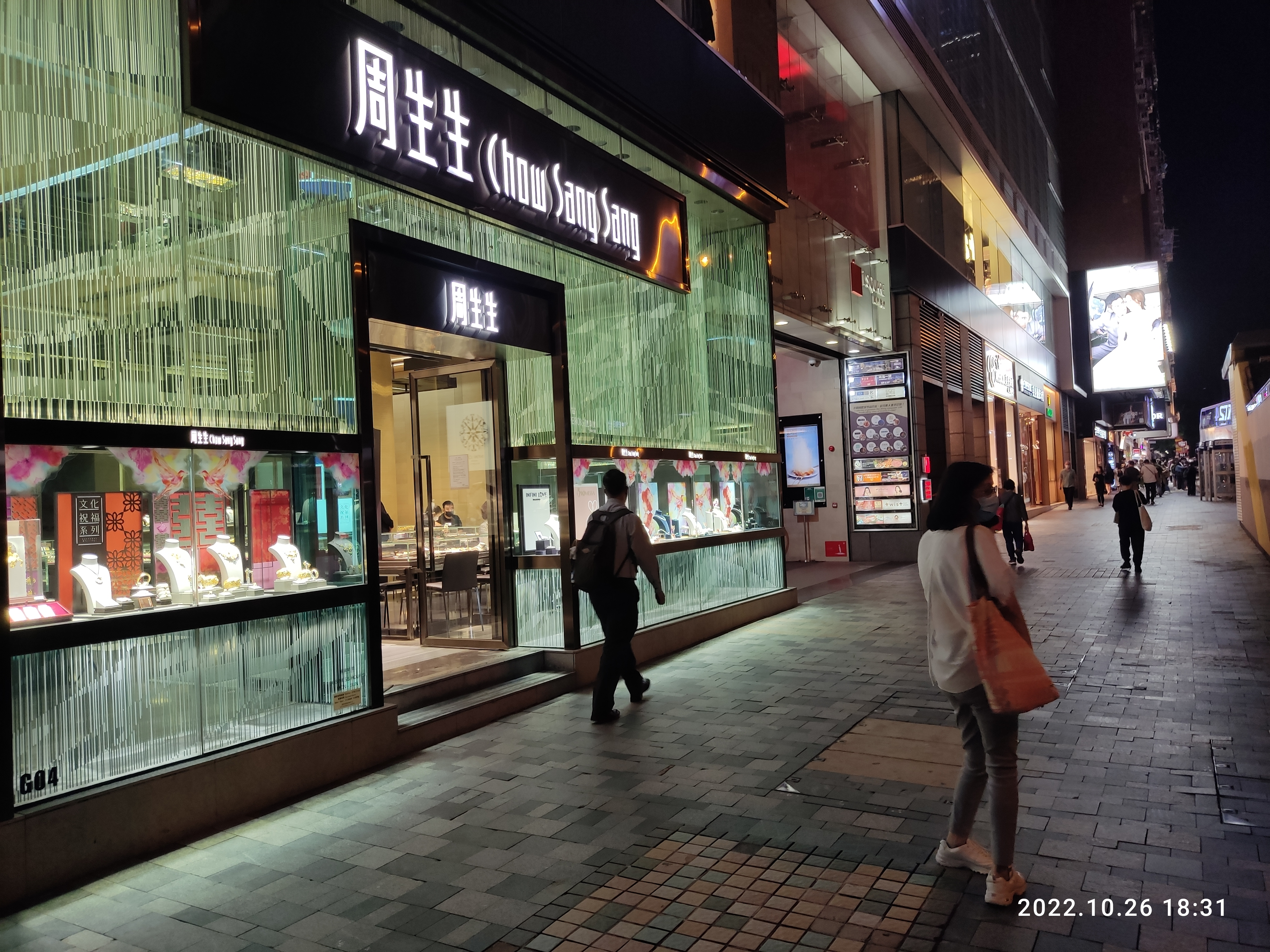
Гонконг
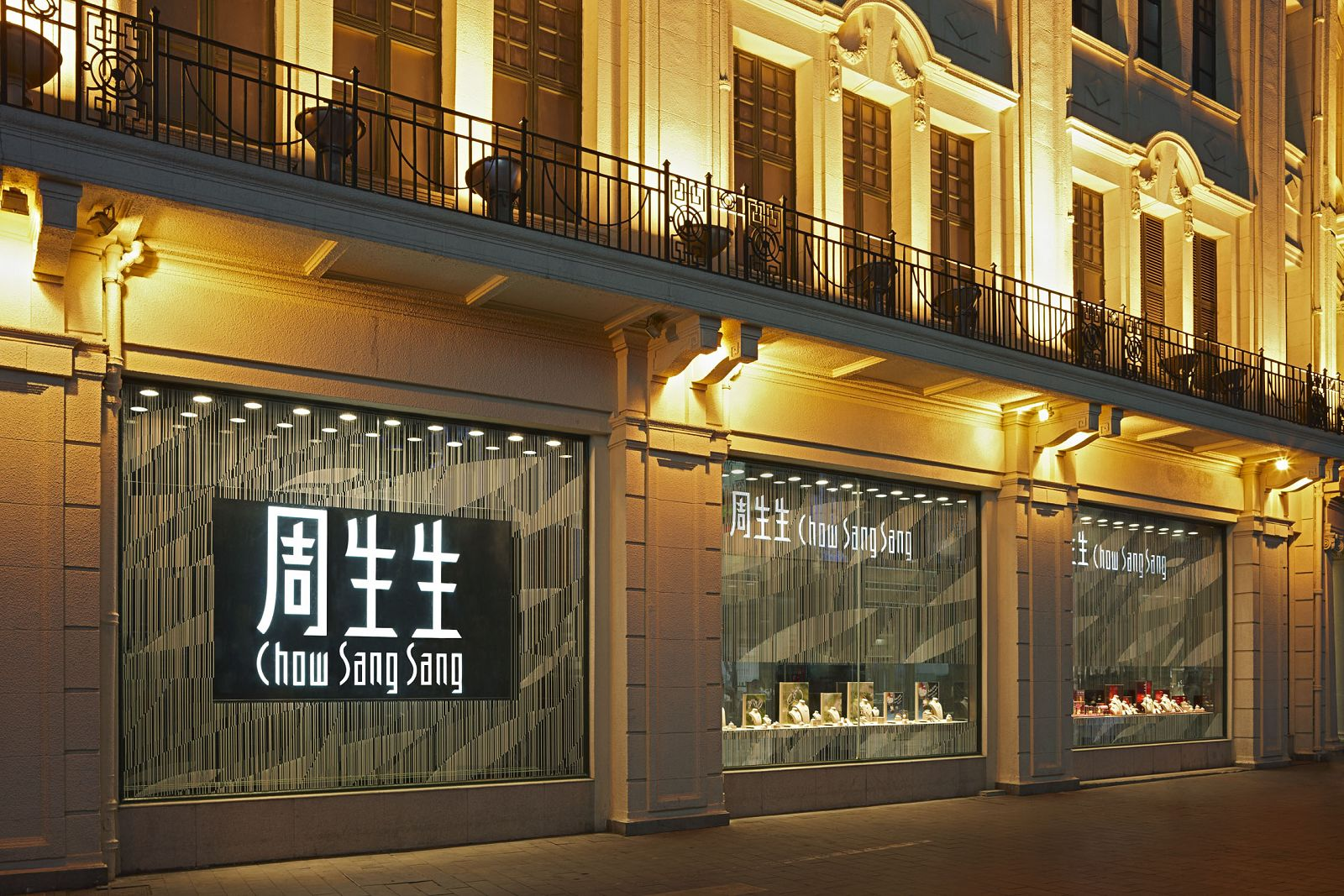
Шанхай
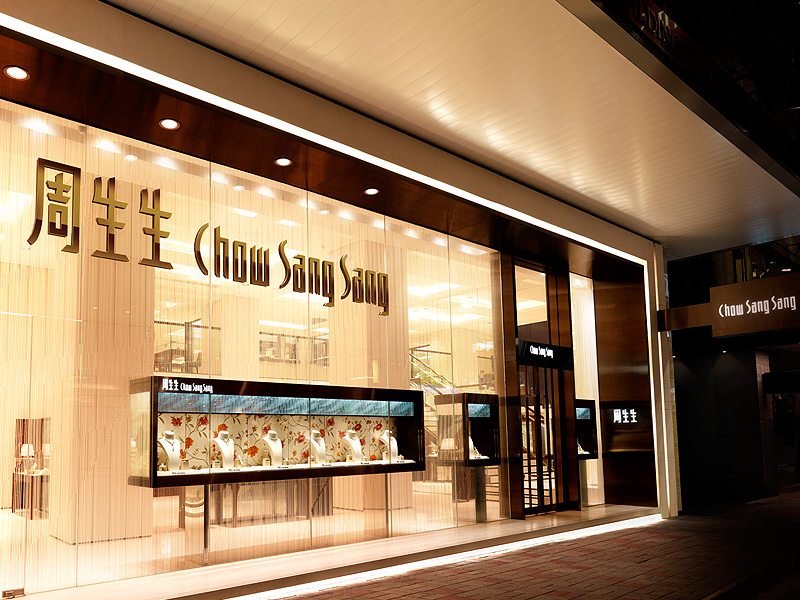
Гонконг
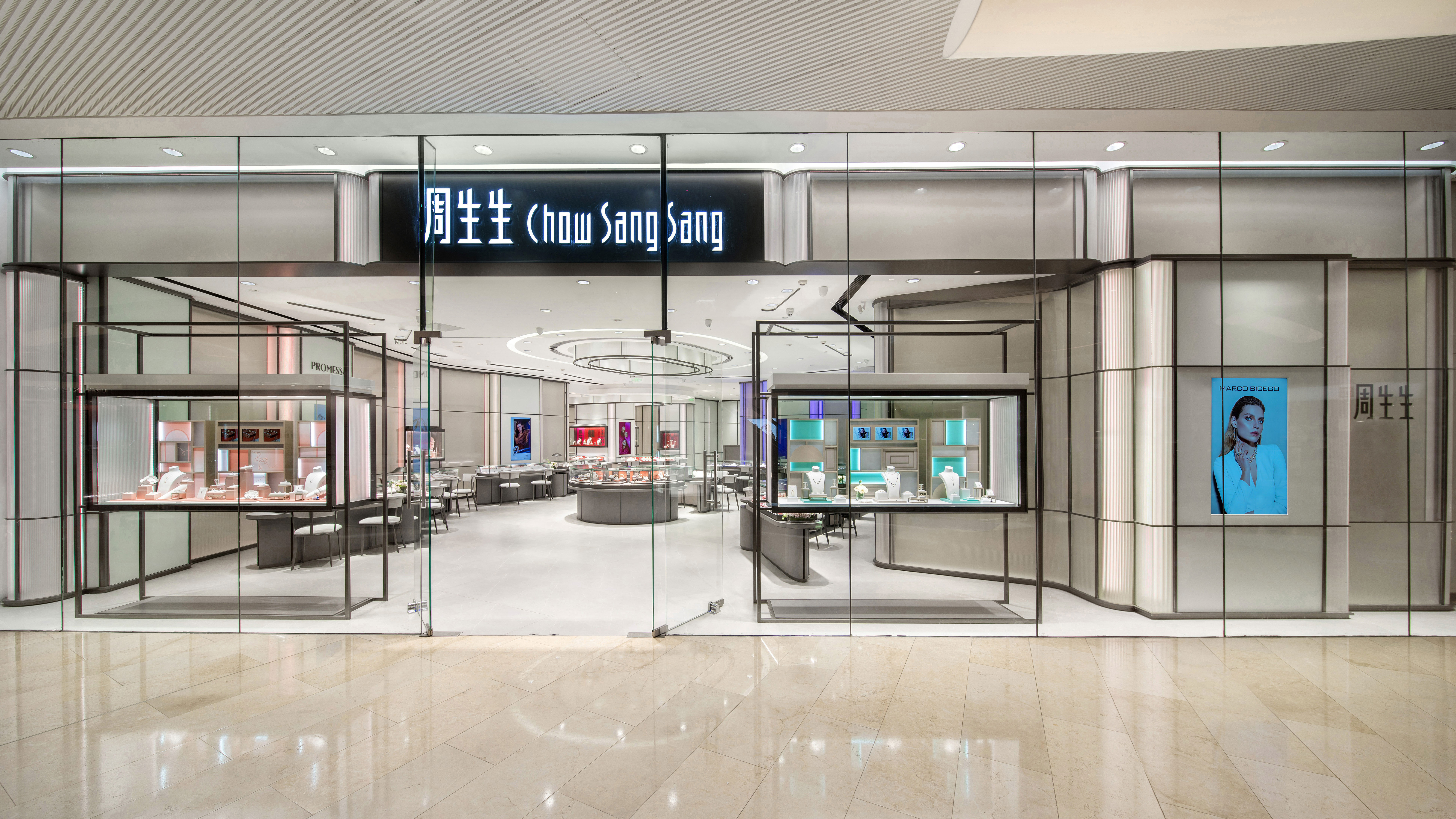
Гуанчжоу
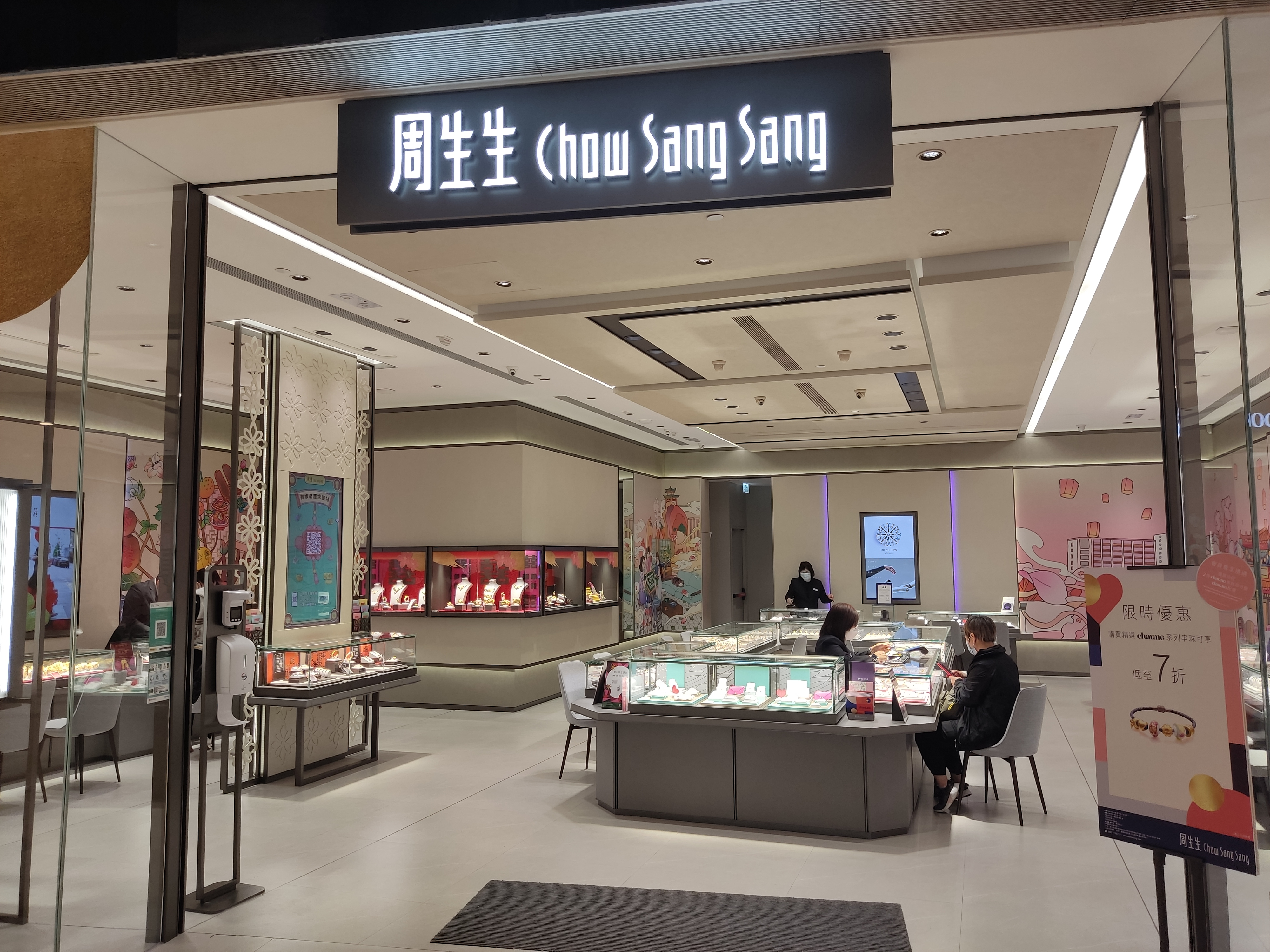
Гонконг
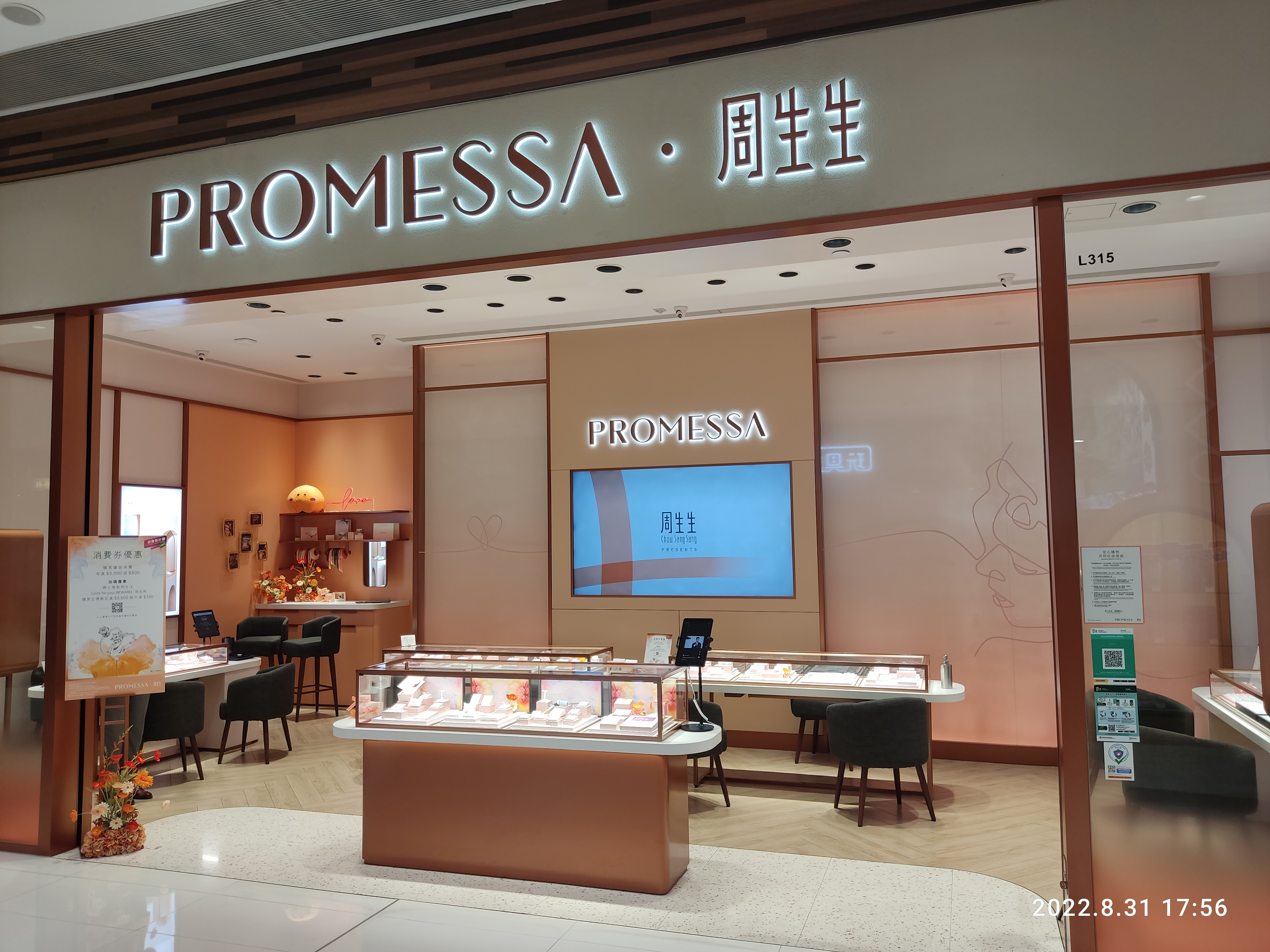
Гонконг
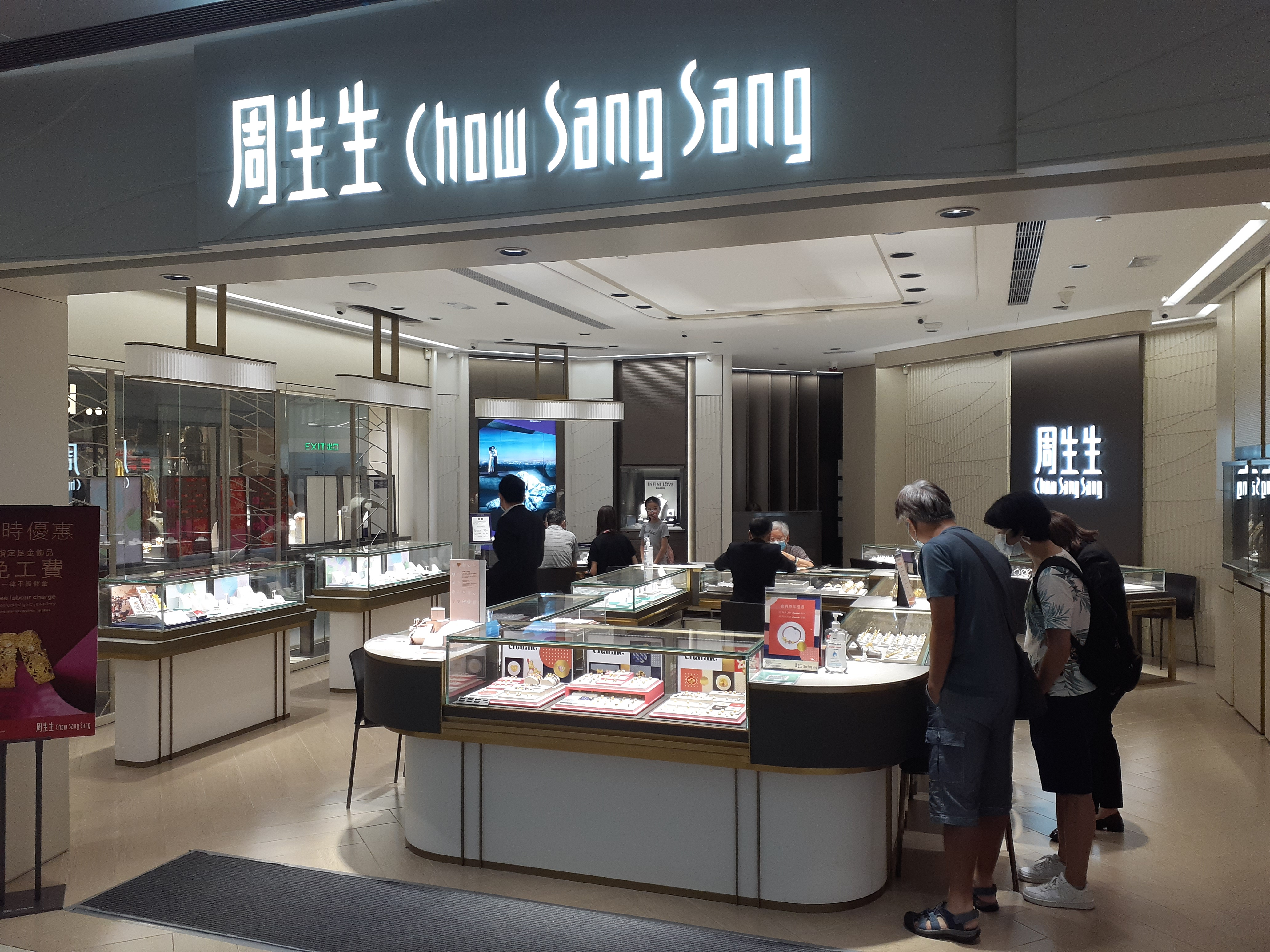
Гонконг
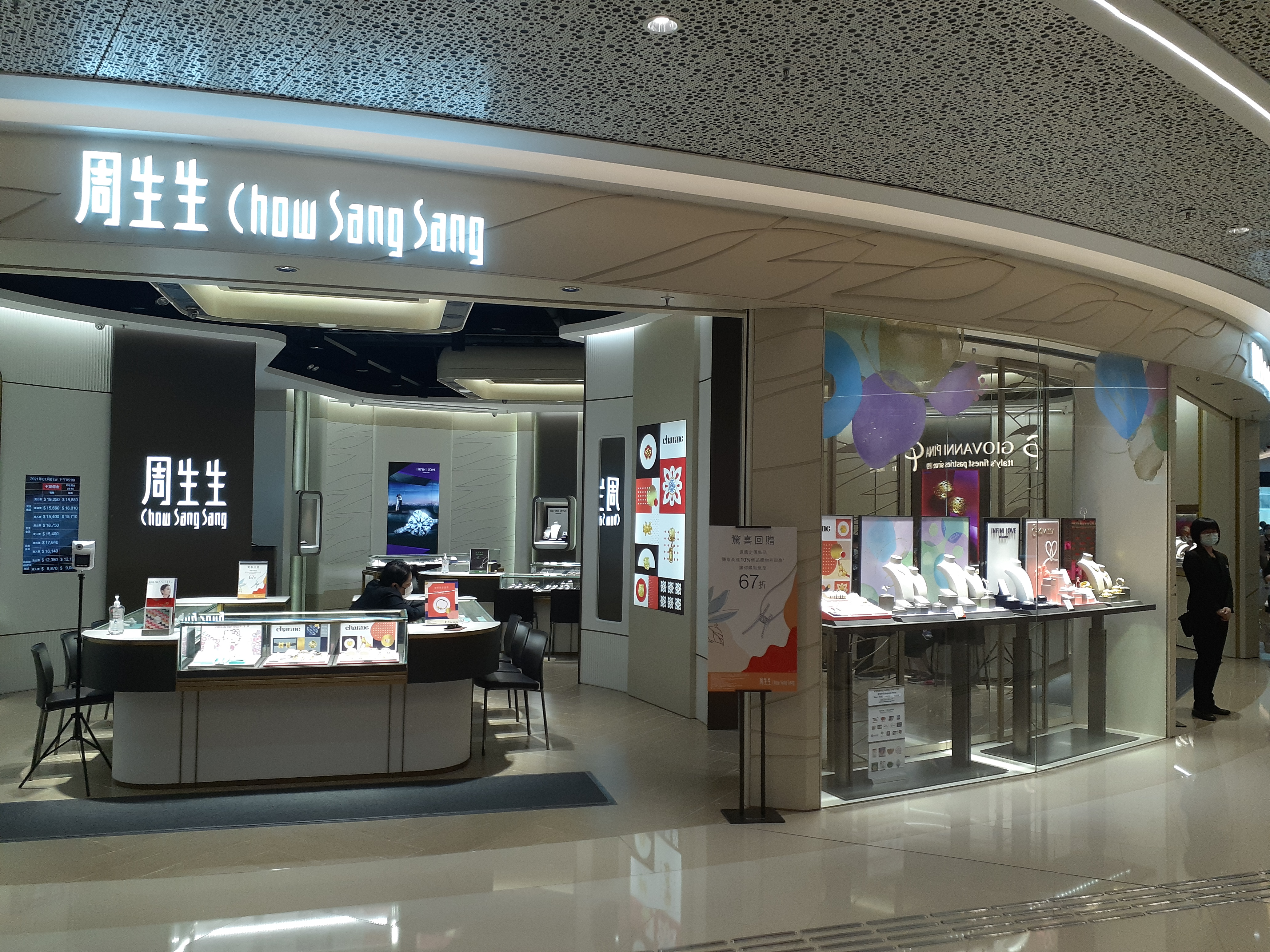
Гонконг
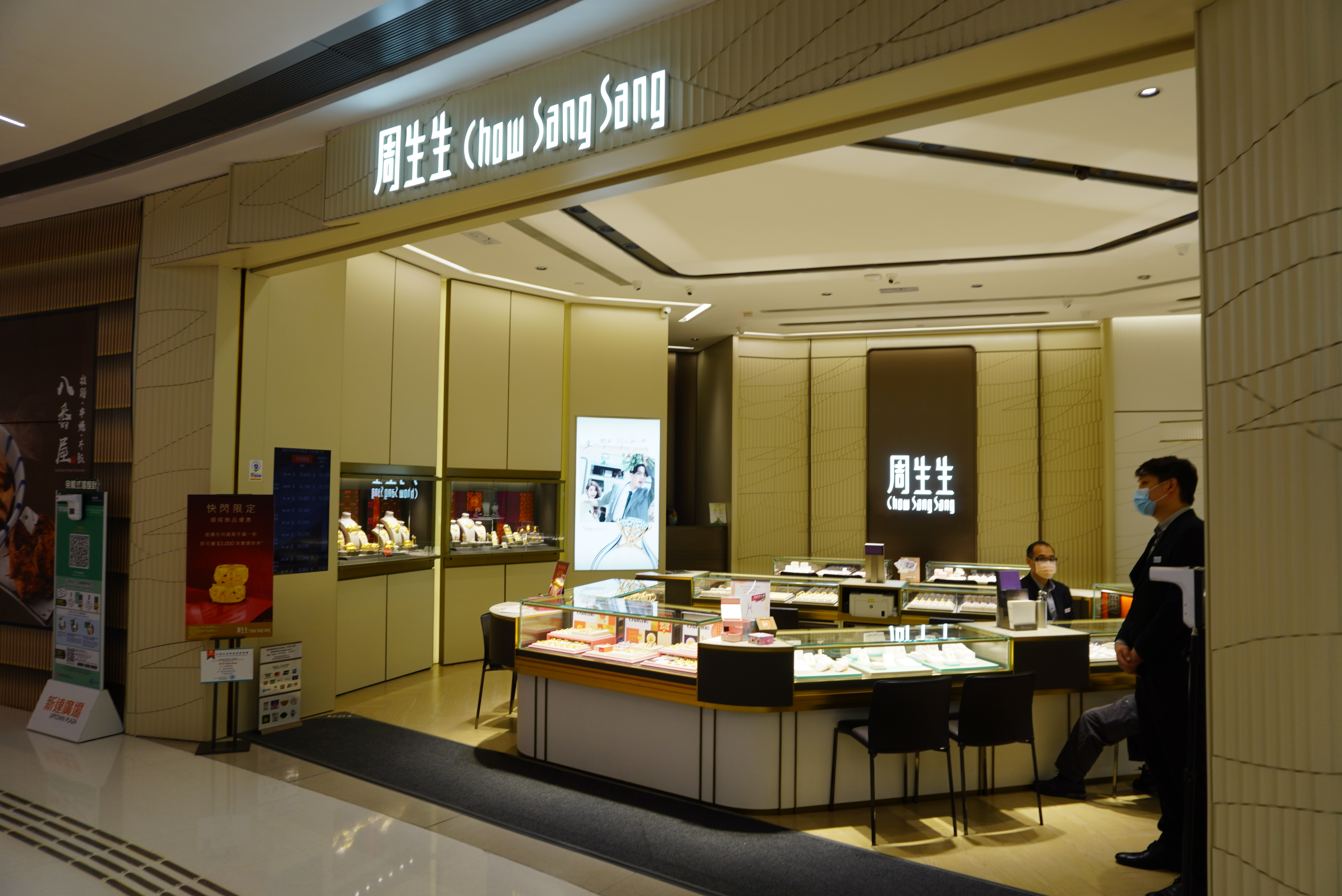
Гонконг
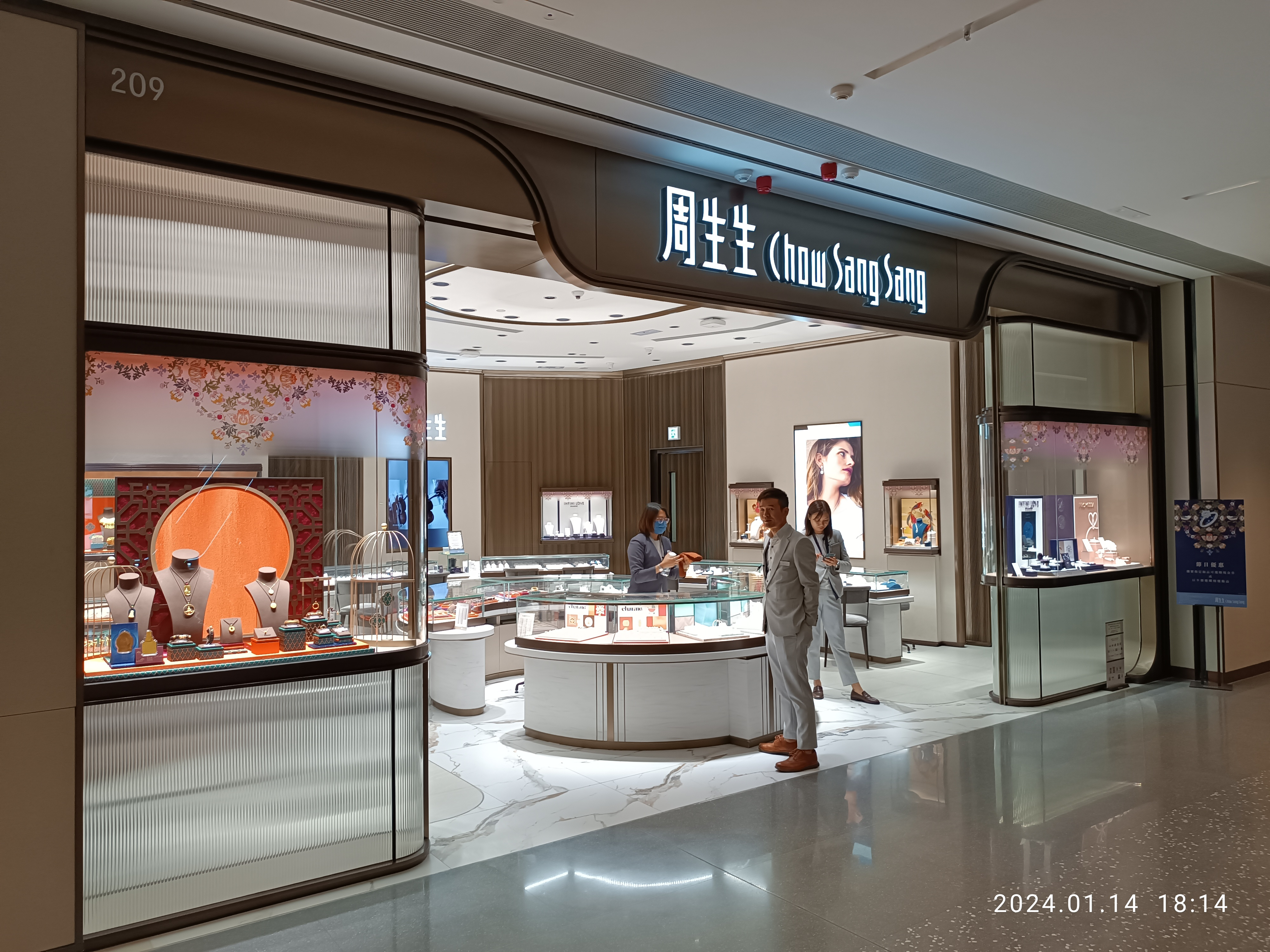
Гонконг
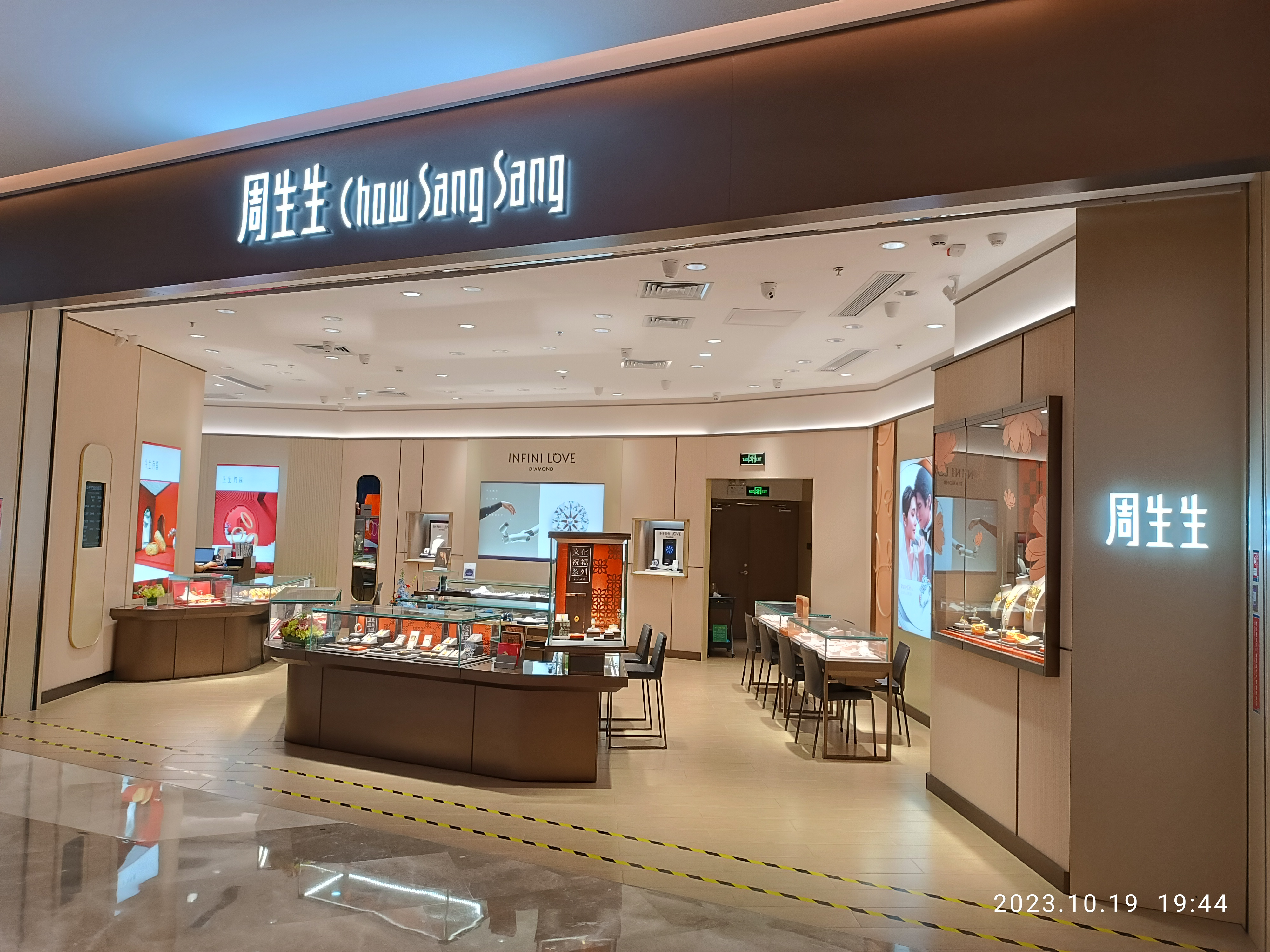
Шэньчжэнь
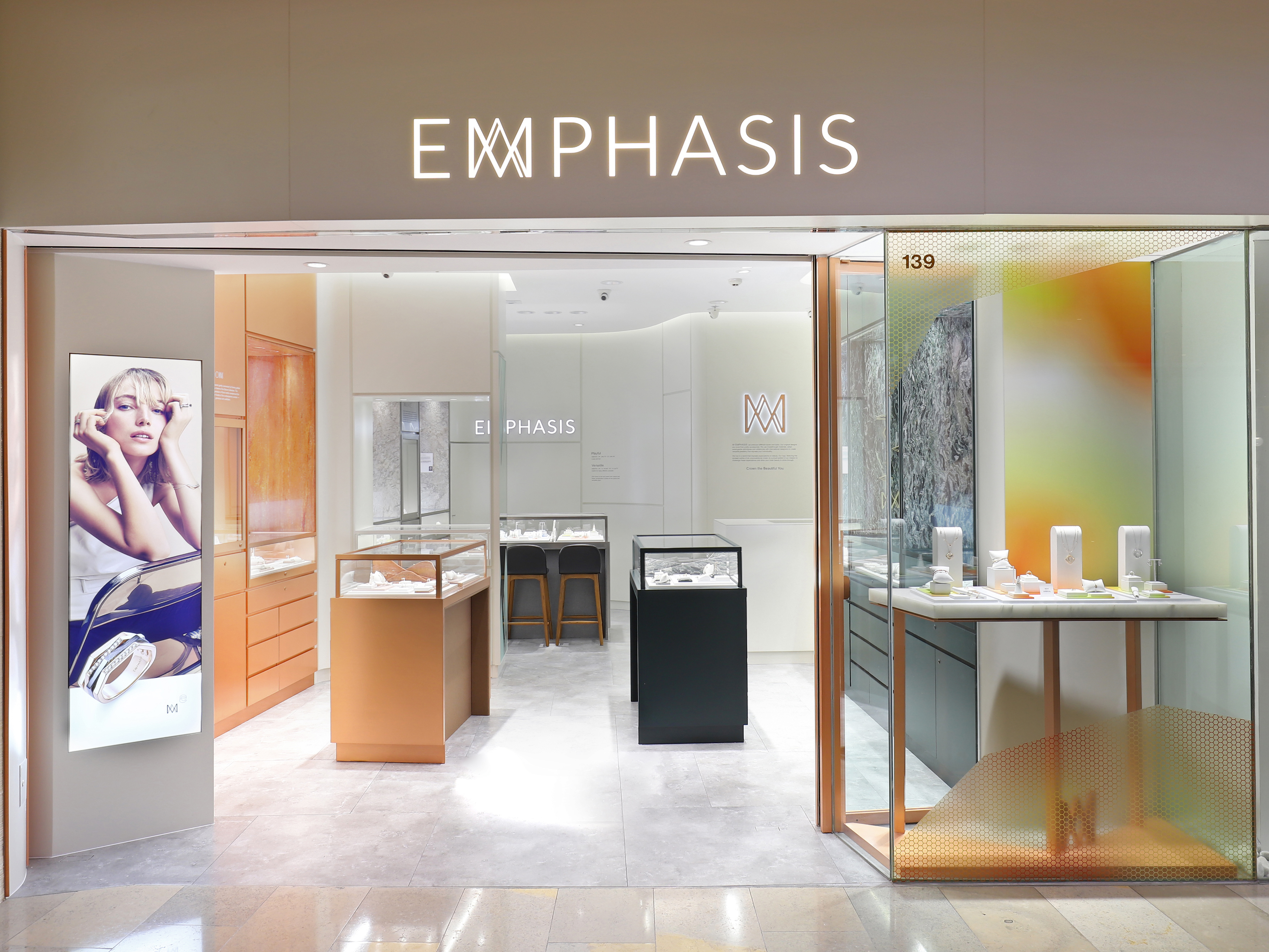
Гонконг